# Бюст Героя Советского Союза Ф. М. Охлопкова
«Мемориал Славы: Бюст Героя Советского Союза Ф. М. Охлопкова» — мемориальный комплекс, посвящённый памяти воинов погибших в годы Великой Отечественной войны в посёлке Хандыга, Республики Саха (Якутия). Памятник истории регионального значения.

## Общая информация
После завершения Великой Отечественной войны в городах и сёлах республики Якутия стали активно возводить первые памятники и мемориалы, посвящённые павшим солдатам. В посёлке Хандыга после смерти Героя Советского союза уроженца этих мест Охлопкова Фёдора Матвеевича на площади Победы был установлен мемориальный комплекс в память о павших земляках. В основе этого комплекса бронзовый бюст снайпера 234-го стрелкового полка, Героя Советского Союза Ф. М. Охлопкова, уроженца села Крест-Хальджай. Именно этот мемориальный комплекс является центральным местом приклонения перед подвигом солдатов Советской Армии в годы Великой Отечественной войны.

## История
Фёдор Охлопков был призван в Красную Армию в сентябре 1941 года. С 12 декабря того же года находился на фронте. Был пулемётчиком, командиром отделения роты автоматчиков 1243-го стрелкового полка 375-й дивизии 30-й армии, а с октября 1942 года — снайпером 234-го стрелкового полка 179-й дивизии.
К 23 июня 1944 года сержант Охлопков уничтожил из снайперской винтовки 429 гитлеровских солдат и офицеров. Но по словам его сослуживцев, всего уничтожил более 1000 немцев, используя при этом также и пулемёт. Был ранен 12 раз.
Звание Героя Советского Союза ему было присвоено лишь в 1965 году. Умер в 1968 году, похоронен на кладбище родного села.

## Описание памятника
Бюст Ф. М. Охлопкова выполнен из бронзы. Постамент и обелиск установленные здесь же исполнены из мрамора. Под бюстом Героя расположена металлическая табличка с надписью «Герой Советского Союза Охлопков Фёдор Матвеевич. Вечная память прославленному снайперу, уничтожившему 429 захватчиков Родины в Великой Отечественной войне 1941—1945 гг.».
Стела памятника выполнена из бетона, облицована гранитными плитами. Памятные таблички изготовлены из дюралюминия, на них указаны имена 39 участников Великой Отечественной войны 1941—1945 гг. Бетонный барельеф солдата выкрашен в золотистый цвет.
Этот же мемориал включает в себя мемориальную плиту из чёрного гранита, посвящённую памяти о защитниках Родины, погибших при катастрофе самолёта А-20 «Бостон» 25 марта 1943 года, а также памятные доски из чёрного гранита, посвящённые Лонгинову Владимиру Денисовичу — Герою Советского Союза и Околовичу Ивану Ильичу- кавалеру ордена Славы трёх степеней.
В 2016 году на основании приказа Министерства культуры и духовного развития Республики Саха (Якутия) "О включении выявленного объекта культурного наследия «Мемориал Славы: бюст Героя Советского Союза Ф. М. Охлопкова», расположенный по адресу Республика Саха (Якутия), Томпонский улус (район), МО «Посёлок Хандыга», пл. Победы, ул. Кычкина, был внесён в единый государственный реестр объектов культурного наследия (памятников истории и культуры) народов Российской Федерации.